# クリアランス (薬理学)
薬理学においてクリアランス（英: clearance）は腎臓などによる排泄能力の大きさを表す。クリアランスには腎臓以外の器官が関与していることもあるが、一般にクリアランスは腎クリアランスもしくは血漿クリアランスとほぼ同義に用いられる。個々の物質は濾過特性によって、固有のクリアランスを示す。クリアランスは、糸球体による濾過、傍尿細管毛細血管からネフロンへの分泌、ネフロンから傍尿細管毛細血管への再吸収からなる機構である。

## 定義
腎機能について述べている場合、クリアランスは、体積流量［体積／時間］の次元を持つことから、腎臓により処理を受けた血液から濾し取られた液体の総量、もしくは単位時間に精製された血液の総量、とみなすことができる。しかし、「腎臓は、通過する全血漿から、ある物質を完全に除去しているわけではない」

ので、クリアランスとは何か実質的な値を表しているわけではなく概念上算出される、あるいは平均の数値である。物質移動と生理学の観点とからすると、（透析装置や腎臓への）体積流量は、血液の濃度とある物質の体内からの排出量を決定する多くの要因のうちの1つに過ぎない。その他の要因としては、物質移動係数、血液透析における透析液流量と透析液再循環量、腎臓に関しては糸球体濾過量とネフロンでの再吸収率などがある
。
（定常状態の）クリアランスの生理学的解釈は排出量と血液中（もしくは血漿中）濃度の比率である。その定義を表した微分方程式からは、指数関数的減衰曲線が得られ、腎機能と透析装置機能のモデル化に用いられる。
{\displaystyle V{\frac {\mathrm {d} C}{\mathrm {d} t}}=-K\cdot C+{\dot {m}}\qquad (1)}
ここで：
- {\displaystyle {\dot {m}}}は物質の生成率であり、一定と仮定され、時間の関数ではない。体外からの異物や薬物の場合はゼロになる。［mmol/min］または［mol/s］。
- t は透析時間または物質や薬物が注入されてからの時間。［min］または［s］。
- V は分布容積もしくは全身水分量。［L］もしくは［m3］。
- K はクリアランス。［mL/min］または［m3/s］。
- C は物質の濃度。［mmol/L］または［mol/m3/s］（しばしばアメリカでは［mg/mL］）。

上の定義から、dC/dt は時間に関する濃度の一次導関数、すなわち時間に対する濃度の変化であり、物質収支から導き出される。時として、クリアランスは物質の除去率を分布容積（または全身水分量）で割って（すなわちK/V で）表されることがある。さらにその逆数を時定数ということがある。定常状態において、クリアランスは物質の生成率（この場合除去率と等しい）を血中濃度で割ったものと定義される。

## 式の導出
式(1)は以下の物質収支の式(2)から導かれる。この式の意味するところは、
ある経過時間Δt での体内における異物の物質量の変化Δm は、その摂取と生成を合算したものからその除去を差し引いたものである。
{\displaystyle \Delta m_{\mathrm {body} }=(-{\dot {m}}_{\mathrm {out} }+{\dot {m}}_{\mathrm {in} }+{\dot {m}}_{\mathrm {gen.} })\Delta t\qquad (2)}
ここで、
- Δt は経過時間
- Δmbody は体内でΔt の間に変化した異物の物質量
- {\displaystyle {\dot {m}}_{\mathrm {in} }}は異物の摂取率、
- {\displaystyle {\dot {m}}_{\mathrm {out} }}は異物の除去率、
- {\displaystyle {\dot {m}}_{\mathrm {gen.} }}は異物の生成率

を表す。
ところが、
{\displaystyle m_{\mathrm {body} }=C\cdot V\qquad (3)}
{\displaystyle {\dot {m}}_{\mathrm {out} }=K\cdot C\qquad (4)}
であることから、式(2)は次のように書き換えられる。
{\displaystyle \Delta (C\cdot V)=(-K\cdot C+{\dot {m}}_{\mathrm {in} }+{\dot {m}}_{\mathrm {gen.} })\Delta t\qquad (5)}
摂取と生成を一まとまりにして、{\displaystyle {\dot {m}}={\dot {m}}_{\mathrm {in} }+{\dot {m}}_{\mathrm {gen.} }}と表し、両辺をΔt で割ることで、次の差分方程式となる。
{\displaystyle {\frac {\Delta (C\cdot V)}{\Delta t}}=-K\cdot C+{\dot {m}}\qquad (6)}
ここで、Δt → 0 の極限をとると微分方程式が得られる。
{\displaystyle {\frac {\mathrm {d} (C\cdot V)}{\mathrm {d} t}}=-K\cdot C+{\dot {m}}\qquad (7)}
左辺はライプニッツの法則を用いて、以下のように書き換えられる。
{\displaystyle C{\frac {\mathrm {d} V}{\mathrm {d} t}}+V{\frac {\mathrm {d} C}{\mathrm {d} t}}=-K\cdot C+{\dot {m}}\qquad (8)}
全身水分量V の変化量はほぼ無視できるので、{\displaystyle C{\frac {\mathrm {d} V}{\mathrm {d} t}}=0}となり、式(1)が導かれる。

## 微分方程式の解
微分方程式(1)は解析的に解くことができて、一般解は以下に示される：

{\displaystyle C={\frac {\dot {m}}{K}}+\left(C_{0}-{\frac {\dot {m}}{K}}\right)\exp \left(-{\frac {Kt}{V}}\right)\qquad (9)}
ここで、
- C0は透析開始時点の初期濃度、または薬物の（全身に分配された時点での）初期濃度（[mmol/L]もしくは[mol/m3]）。

### 定常状態の解
無限時間後（定常状態）において式(9)は、
{\displaystyle C_{\infty }={\frac {\dot {m}}{K}}\qquad (10a)}
となり、これを書き換えると、
{\displaystyle K={\frac {\dot {m}}{C_{\infty }}}\qquad (10b)}
となる。式(10b)を見ると、物質の除去とクリアランスの関係が明確になる。物質生成が一定である条件下では濃度とクリアランスは互いに反比例する。クレアチニンを例にとると、血清クレアチニン濃度が2倍になるとクリアランスは半減し、クレアチニン濃度が4倍になるとクリアランスは1/4になる。

## 腎クリアランス
腎クリアランスは一定時間中の尿を採取し、その組成を分析することで求められる。腎クリアランスK [mL/min]は式(10b)から導かれる以下の式で算出される。
{\displaystyle K={\frac {C_{U}\cdot Q}{C_{B}}}\qquad (11)}
ここで、
- CU は尿中の物質の濃度[mmol/L](または[mg/mL])
- Q は単位時間あたりの尿量[mL/min](または[mL/24時間])
- CB は血漿中の物質の濃度[mmol/L](または[mg/mL])

クレアチニンは濾過によってのみ除去される内因性化合物なので、クレアチニンクリアランスを測定することで、ほぼ糸球体濾過量を知ることができる。現在では糸球体濾過量の指標としては、より厳密なイヌリンクリアランスに比べ簡便なクレアチニンクリアランスが用いられることが多い。